# 杉山弘幸
杉山 弘幸（すぎやま ひろゆき、1961年11月21日 - ）は、日本のミュージシャン、ジュエリーデザイナー。
1996年、B.DOG.BBのギタリストとしてデビュー。プリンス宝石株式会社代表取締役。主に水晶を使用したアクセサリーを製作する。
作家の佐藤愛子は義母に当たる。
1997年10月、シンガーソングライターの河島英五氏により見出され、NHKみんなのうたで杉山響子と共作『船はうたう』が流れる。
2017年4月より、バンド「アリバダ スピリチュアル デザイナー」をシンガーソングライターの丸山圭子の長男でベーシストのサトウレイらと結成。
2017年12月にマキシシングル「1」を発売。
2018年9月3日より、ワロップ放送局の番組「アリバダ スピリチュアル デザイナーの夜～おじさんの立ち話～」メインパーソナリティを務める。